# Ponte sospeso di San Marcello Piteglio
De Ponte sospeso di San Marcello Piteglio is een hangbrug voor voetgangers, over de rivier Lima in Mammiano Basso, San Marcello Piteglio, Toscane, Italië.
De constructie, die met vier staalkabels verankerd is aan een betonnen basis, is 212,4 meter lang en 80 cm breed en bevindt zich op maximum 35 meter boven de rivierbedding.

## Geschiedenis
De brug werd tussen 1920 en 1922 gebouwd door de ingenieur Vincenzo Douglas Scotti, afstammeling van een oude Schotse familie en directeur van de Mammiano Basso walserij van de Società Metallurgica Italiana (SMI). De brug was bij zijn inhuldiging in 1923 de langste voetgangershangbrug ter wereld en werd in 1990 ook vermeld in het Guinness Book of Records tot 30 oktober 2006 toen het record op naam kwam van de Kokonoe-Yume-brug in Japan (390 m). Op 29 juli 2017 werd de Charles Kuonen Hängebrücke met een lengte van 494 meter de grootste voetgangershangbrug ter wereld.
De brug werd gebouwd voor de ijzerindustrie zodat de arbeiders van Popiglio de andere zijde van de rivier konden bereiken zonder een omweg van zes kilometer te moeten maken. Vincenzo Douglas Scotti gaf de voorman Ducceschi Filiberto de verantwoordelijkheid voor het uitvoeren van de werkzaamheden voor het mechanische gedeelte terwijl het metselwerk de verantwoordelijkheid was van Cesare Vannucci, hoofd van de metselaars.
De hangbrug die zijn oorspronkelijke functie verloren heeft, werd enkele malen grondig gerenoveerd, de laatste maal in 2004 en is nu vooral een toeristische attractie.